# Грекоканадці
Грекокана́дці (англ. Greek Canadians, грец. Ελληνοκαναδοί) — громадяни або постійні жителі Канади, що народилися в Греції, є етнічними греками або мають повне або часткове грецьке походження. За даними перепису населення 2006 року загальна кількість канадців грецького походження становить 242,685 осіб.
Згідно з переписом населення Канади 2016 року, у Великому Торонто (GTA) проживає 97 940 грецьких канадців (1,69% від загального населення), що робить його столичною територією з найбільшою концентрацією греків у країні. Торонто є важливим центром грецького населення в Північній Америці разом із Бостоном, Чикаго та Нью-Йорком.

## Список видатних канадців грецького походження

### Журналісти
- Антонія Зербісіас, оглядач Toronto Star
- Іоанна Румеліотіс, кореспондент CBC Newsworld

### Спортсмени
- Майк Зігоманіс, канадський хокеїст.
- Нік Кіпреос, канадський хокеїст.
- Том Костопулос, канадський хокеїст.
- Джордж Коттарас, канадський бейсболіст.
- Кріс Коцопулос, канадський хокеїст.
- Ед Крістофолі, канадський хокеїст.
- Анна Курапія, канадська бадмінтоністка.
- Тед Пападопулос, канадський гольфіст.
- Кріс Челіос (1962), канадський хокеїст.
- Ерні Чолакіс, канадський хокеїст на траві.